# 14th Flying Training Wing

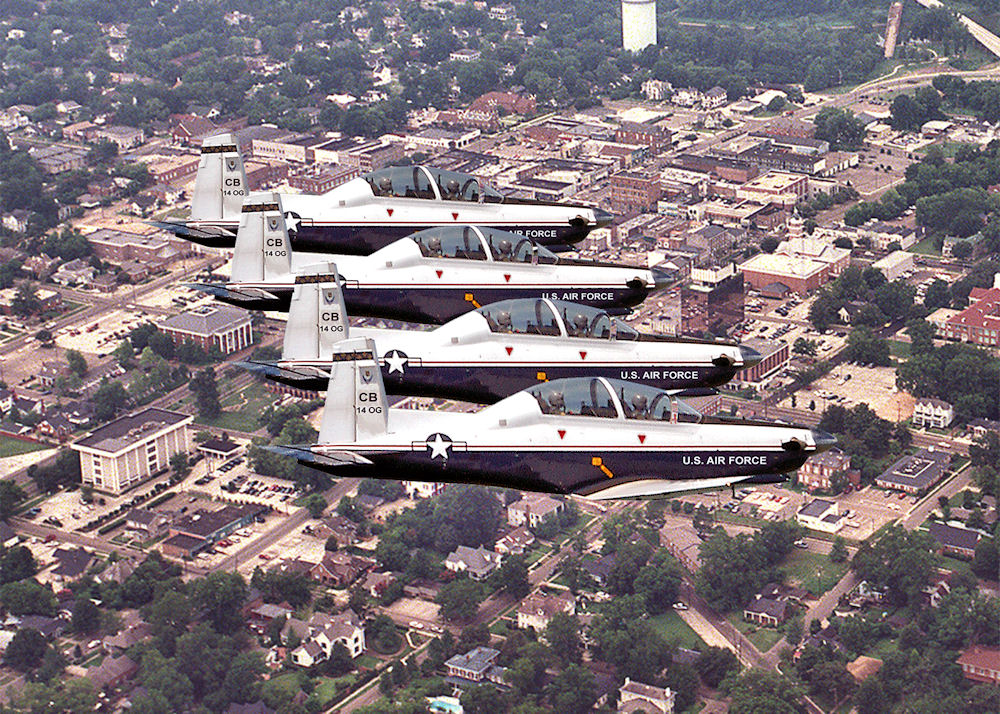
T-6A dello stormo

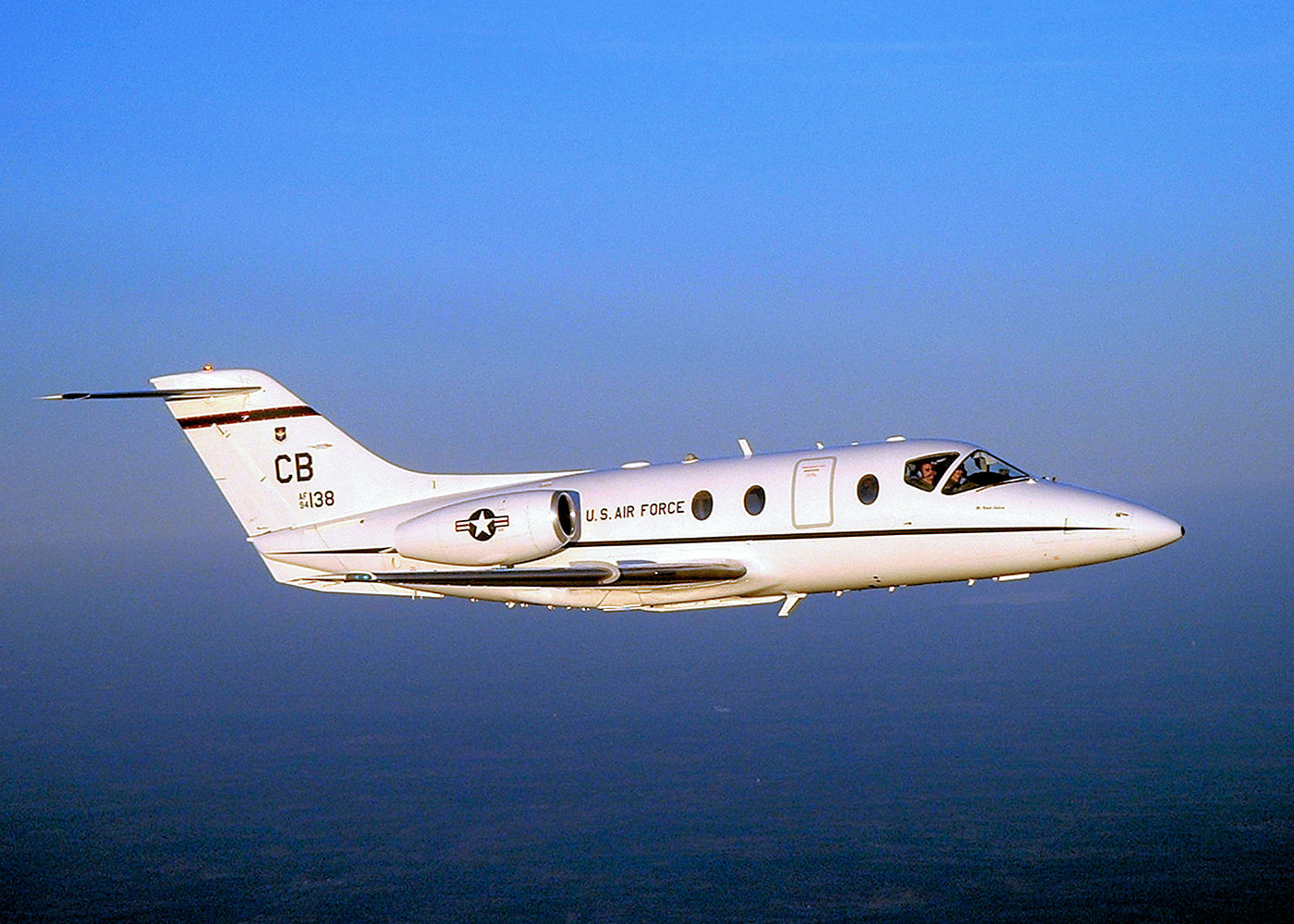
T-1A del 48th FTS

Il 14th Flying Training Wing è uno Stormo da addestramento dell'Air Education and Training Command, inquadrato nella Nineteenth Air Force. Il suo quartier generale è situato presso la Columbus Air Force Base, nel Mississippi.

## Missione
Allo stormo è associato il 43rd Flying Training Squadron, 340th Flying Training Group, Air Force Reserve Command

## Organizzazione
Attualmente, al settembre 2017, lo stormo controlla:
- 14th Operations Group
  - 14th Operations Support Squadron
  - 14th Student Squadron
  -  37th Flying Training Squadron - Equipaggiato con T-6A Texan II, conduce l'addestramento primario
  -  41st Flying Training Squadron - Equipaggiato con T-6A Texan II, conduce la seconda fase dell'addestramento
  -  48th Flying Training Squadron - Equipaggiato con T-1A Jayhawk, conduce l'addestramento primario per le aerocisterne e gli aerei da trasporto
  -  50th Flying Training Squadron - Equipaggiato con T-38C, esegue la fase avanzata dell'addestramento
  -  49th Fighter Training Squadron - Equipaggiato con T-38C, conduce l'addestramento al combattimento aereo
  -  81st Fighter Squadron, Moody Air Force Base, Georgia - Equipaggiato con A-29 Super Tucano, conduce l'addestramento per i piloti delle forze aeree afghane
- 14th Medical Group
  - 14th Medical Operations Squadron
  - 14th Medical Support Squadron
- 14th Mission Support Group
  - 14th Civil Engineer Squadron
  - 14th Communications Squadron
  - 14th Contracting Squadron
  - 14th Force Support Squadron
  - 14th Logistics Readiness Squadron
  - 14th Security Forces Squadron